# 매원중학교
매원중학교(梅遠中學校)는 대한민국 경기도 수원시 영통구 매탄동에 위치한 공립 중학교이다.

## 학교 연혁
- 1989년 1월 26일 : 매원중학교 설립 인가(39학급)
- 1989년 3월 1일 : 초대 신원국 교장 취임
- 1989년 3월 4일 : 개교, 신입생 입학(13학급 707명)
- 1992년 2월 15일 : 제1회 졸업생 졸업(727명)
- 2009년 2월 28일 : 교실 냉난방기 설치 및 현관, 교장실, 교무실 환경개선 사업 완료
- 2021년 9월 1일 : 제11대 지명숙 교장 취임
- 2022년 1월 10일 : 제31회 졸업생 졸업(188명, 총 16,437명)

## 참고 자료
- 매원중학교 - 한국교육학술정보원 학교알리미